# 扎洛德
扎洛德（Zalod），是印度古吉拉特邦Dohad县的一个城镇。总人口25090（2001年）。

## 人口
该地2001年总人口25090人，其中男性12683人，女性12407人；0—6岁人口3993人，其中男2117人，女1876人；识字率60.56%，其中男性为67.43%，女性为53.54%。